# Callipsygma
Callipsygma es un género monotípico de algas, perteneciente a la familia Codiaceae.